# Keisuke Osako
Keisuke Osako (大迫 敬介, Osako Keisuke, Izumi, 28 juli 1999) is een Japans voetballer die als doelman speelt bij Sanfrecce Hiroshima.

## Clubcarrière
Osako begon zijn carrière in 2018 bij Sanfrecce Hiroshima.

## Interlandcarrière
Osako maakte op 17 juni 2019 zijn debuut in het Japans voetbalelftal tijdens een Copa América 2019 tegen Chili.

## Statistieken
| Japans voetbalelftal | Japans voetbalelftal | Japans voetbalelftal |
| Jaar                 | Wed.                 | Dlp.                 |
| -------------------- | -------------------- | -------------------- |
| 2019                 | 2                    | 0                    |
| Totaal               | 2                    | 0                    |